# Kohlberg, Steiermark
Kohlberg var en kommun i distriktet Südoststeiermark i förbundslandet Steiermark i Österrike. 
Kommunen upplöstes den 1 januari 2015 varvid den södra delen med byn Kohlberg tillföll kommunen Gnas och den norra delen tillföll kommunen Paldau.
Den tidigare kommunen består nu av två orter (Ortschaften) (inom parentes invånarantal 1 januari 2024):
- Kohlberg - delen i Gnas (294)
- Kohlberg - delen i Paldau (179)